# نیکون دی۲ایکس
نیکون دی۲ایکس (به انگلیسی: Nikon D2X) یک دوربین عکاسی ساخت شرکت نیکون است.